# Victor Dubuisson
Victor Dubuisson (* 22. April 1990 in Cannes) ist ein französischer Profigolfer der European Tour.

## Leben/Karriere
Dubuisson hatte eine sehr erfolgreiche Amateurkarriere, gewann unter anderem die European Amateur Championship 2009 und stieg zur Nummer 1 der Amateurweltrangliste auf. Nach seiner Teilnahme bei der Open Championship 2010 wurde er Berufsgolfer. Im selben Jahr qualifizierte er sich über die qualifying school für die European Tour.
Seinen ersten Erfolg verbuchte er im November 2013 mit dem Gewinn der Turkish Airlines Open. Der damit verbundene Siegerscheck in Höhe von € 848,930 bedeutete das bis dato höchste Preisgeld für einen französischen Golfer.
Seinen internationalen Durchbruch schaffte Victor Dubuisson bei der PGA „WGC Accenture Match-Play-Championship“ vom 19. bis 23. Feb. 2014 im „The Ritz-Carlton Golf Club at Dove Montain - Marana“, USA, mit dem 2. Platz.
Im Finale des mit 9 Mio. $ dotierten Turnieres (Lochspiel) musste er sich nur Jason Day geschlagen geben: 1 Down im Stechen nach dem 5. Extraloch.
In den Runden zum Finale bezwang er 5 Topspieler der Weltrangliste: Kevin Streelman (5 auf 4), Peter Hanson (3 auf 1), Bubba Watson (1 auf), Graeme McDowell (1 auf) und Ernie Els mit 1 auf.
Preisgeld: 1.530.000 $ für den Sieger Day, 906.000 $ für Dubuisson.
Im März 2012 belegte Dubuisson in der Golfweltrangliste noch Platz 233. Mit diesen Erfolgen verbesserte er sich auf Rang 23. 2014 konnte er sich erstmals für das europäische Ryder-Cup-Team qualifizieren.

## European Tour Siege
- 2013 Turkish Airlines Open
- 2015 Turkish Airlines Open

## Resultate bei Major Championships
| Tournament        | 2010 | 2011 | 2012 | 2013 | 2014 | 2015 | 2016 |
| ----------------- | ---- | ---- | ---- | ---- | ---- | ---- | ---- |
| Masters           | DNP  | DNP  | DNP  | DNP  | CUT  | CUT  | T42  |
| US Open           | DNP  | DNP  | DNP  | DNP  | T28  | CUT  | DNP  |
| Open Championship | CUT  | DNP  | DNP  | DNP  | T9   | CUT  | CUT  |
| PGA Championship  | DNP  | DNP  | DNP  | DNP  | T7   | T18  | CUT  |

DNP = nicht teilgenommen

CUT = Cut nicht geschafft

„T“ geteilte Platzierung

Grüner Hintergrund für Siege

Gelber Hintergrund für Top 10

## Teilnahme an Mannschaftswettbewerben
- ISPS Handa World Cup of Golf (für Frankreich): 2013, 2016
- EurAsia Cup (für Europa): 2014 (remis), 2016 (Sieger)
- Ryder Cup (für Europa): 2014 (Sieger)